# كأس الاتحاد الإنجليزي 1890–91
كأس الاتحاد الإنجليزي 1890–91 (بالإنجليزية: 1890–91 FA Cup)‏ هو الموسم 20 من  كأس الاتحاد الإنجليزي. أقيم بتاريخ 17 يناير 1891، والذي يشرف على تنظيمه الاتحاد الإنجليزي لكرة القدم، وكان عدد الأندية المشاركة فيه  32، وفاز فيه بلاكبيرن روفرز.